# Zachraňte Unii Besarábie
Zachraňte Unii Besarábie (rumunsky Uniunea Salvați Basarabia, USB), dříve známý jako Evropské akční hnutí, je politická strana v Moldavsku. Strana podporuje sjednocení Rumunska a Moldavska. Dne 21. července 2019 strana změnila svůj název z Evropského akčního hnutí na Zachraňte Unii Besarábie a zvolila si Valeria Munteana za svého nového předsedu.

## Přehled
Strana vznikla na prvním sjezdu 22. října 2006. Prvním předsedou se stal Anatol Petrencu (22. října 2006 - 24. ledna 2010). V březnu 2011 se sloučila s Liberální stranou (PL). Od 21. července 2019 je předsedou strany Valeriu Munteanu. Podle svých stanov se Zachraňte Unii Besarábie zaměřuje jako hlavní politický cíl na sjednocení Rumunska a Moldavska. Doktrína USB se bude opírat o tři základní pilíře:
- identita (etnicko-lignuistická příslušnost k rumunskému národu)
- rodina (tradiční rodina)
- věrnost (křesťanská ortodoxní věrnost).[3]

USB je jedním ze zakládajících členů politické strany Mișcarea Politică Unirea (MPU), která byla založena za sjednocení Rumunska a Moldavska.

## Významní bývalí členové
- Anatol Petrencu
- Veaceslav Untilă
- Iurie Colesnic

## Výsledky ve volbách

### Parlamentní
| Rok          | Počet hlasů     | %               | +/−             | Mandáty | +/−  | Postoj ke vládě         |
| ------------ | --------------- | --------------- | --------------- | ------- | ---- | ----------------------- |
| 2009 (duben) | 15 481          | 1,00            | Nová            | 0/101   | Nová | Mimoparlamentní opozice |
| 2010         | 21 049          | 1,22            | ▲ 0,22          | 0/101   | ▬    | Mimoparlamentní opozice |
| 2014         | Bez účasti      | Bez účasti      | Bez účasti      | 0/101   | ▬    | Mimoparlamentní opozice |
| 2019         | Bez účasti      | Bez účasti      | Bez účasti      | 0/101   | ▬    | Mimoparlamentní opozice |
| 2021         | s PL, PPR a AUR | s PL, PPR a AUR | s PL, PPR a AUR | 0/101   | —    | —                       |